# Прапор Вайомінгу
Прапор Вайомінгу (англ. Flag of Wyoming) — один із символів американського штату Вайомінг.
Прапор штату Вайомінг являє собою синє прямокутне полотнище з білою і червоною облямівкою. У центрі прапора зображений силует американського бізона (зазвичай в США званий «Буффало») білого кольору, що дивиться в бік древка. На боці бізона, як тавро, варто Друк Вайомінгу.
Цей прапор переміг на конкурсі, організованому Вайомінгскім відділенням руху «Дочки Американської Революції» за пропозицією професора Університету Вайомінгу Грас Раймонда Хебарда (Grace Raymond Hebard) з призом в 20 $. Перемогу на конкурсі здобула Верна Кеайс Кейес (Verna Keays Keyes), дипломований фахівець Чиказького художнього інституту. 31 січня 1917 цей прапор був затверджений законодавчими зборами Вайомінгу і підписаний губернатором Робертом Д. Карей (Robert D. Carey).

## Опис прапора
Висота прапора 7 / 10 його довжини. Зовнішня смуга червоного кольору шириною 1 / 20 довжини прапора. До неї примикає смуга білого кольору шириною 1 / 40 довжини прапора. Час, що залишився полі прапора синього кольору, в центрі якого зображений білий силует Буффало довжиною 1 / 2 довжини синьої частини полотнища, інші розміри Буффало повинні бути в пропорції до його довжини. На ребрах Буффало зображена велика друк штату Вайомінг синього кольору. Діаметр друку 1/5 довжини прапора. До прапора прикладено золотий шнур з золотими китицями. Відтінки червоного і синього кольору такі ж, як на прапорі США.